# Benjamin (film)
Benjamin je britský hraný film z roku 2018, který režíroval Simon Amstell podle vlastního scénáře. Snímek měl světovou premiéru na Filmovém festivalu v Londýně 19. října 2018.

## Děj
Benjamin je mladý režisér, který právě dokončil svůj druhý film s autobiografickými prvky. V té době se seznamuje s hudebníkem Noahem, který je Francouz a v Londýně studuje na hudební škole. Benjaminův film je uveden na Londýnském filmovém festivalu, kde je však přijat rozpačitě. Noah mu poté oznámí, že jejich vztah končí. Benjamin začne pracovat na dalším filmu. Po čase obnoví svůj poměr s Noahem. Nicméně Noah se po dokončení školy vrací zpět do Paříže. Benjamin se musí rozhodnout, zda odjede s ním, nebo se oba odloučí.

## Obsazení
| Colin Morgan    | Benjamin |
| Phénix Brossard | Noah     |
| Anna Chancellor | Tessa    |
| Jack Rowan      | Harry    |
| Jessica Raine   | Billie   |
| Joel Fry        | Stephen  |